# داني نيوتن
داني نيوتن (بالإنجليزية: Danny Newton) هو لاعب كرة قدم بريطاني، ولد في 18 مارس 1991 في ليفربول في المملكة المتحدة. لعب مع ستيفيناغ بوروه ونادي تاموورث.

## وصلات خارجية
- داني نيوتن على موقع قاعدة بيانات كرة القدم.إي يو (الإنجليزية)
- داني نيوتن على موقع Soccerbase.com (لاعب) (الإنجليزية)
- داني نيوتن على موقع Soccerway.com (الإنجليزية)